# ドゥー・アイ・ラヴ・ユー
『ドゥー・アイ・ラヴ・ユー』（英: Do I Love You?）は、2002年に製作されたイギリスの映画。日本では2004年7月17日に第13回東京国際レズビアン&ゲイ映画祭で上映された。

## キャスト
- マリーナ：リサ・ゴルニック
- ロミー：ラケル・キャシディ
- ステファン：ブレンダン・グレゴリー
- リタ：キキ・ケンドリック
- ディヴィッド：ダーレン・ブラック